# Aristida platychaeta
Aristida platychaeta är en gräsart som beskrevs av Stanley Thatcher Blake. Aristida platychaeta ingår i släktet Aristida och familjen gräs.
Artens utbredningsområde är Queensland. Inga underarter finns listade i Catalogue of Life.